# Gefleckte Weinbergschnecke
Die Gefleckte Weinbergschnecke (Cornu aspersum) ist in Mitteleuropa weniger bekannt als ihre große Verwandte, die Weinbergschnecke (Helix pomatia). Sie bevorzugt milderes Klima, d. h. den Mittelmeerraum und die atlantischen Küstengebiete. Allerdings wurde sie durch Verschleppung weit verbreitet, so dass sie heute in Südafrika, Neuseeland, Nordamerika und Australien zu finden ist.

## Aussehen
Die Gefleckte Weinbergschnecke ist am besten im Vergleich zur Helix pomatia zu beschreiben. Setzt man zwei ausgewachsene Tiere beider Arten nebeneinander, so ist deutlich zu erkennen, dass die Schale der Gefleckten Weinbergschnecke etwas kleiner bleibt als die der Helix pomatia. Die Gefleckte Weinbergschnecke erreicht vom Apex zur Gehäusemündung gemessen höchstens eine Größe von etwa 4 cm, während bei der Helix pomatia etwa 5 cm Durchschnitt und 6 cm möglich sind.
Färbung und Oberfläche der Schale unterscheiden sich mitunter stark voneinander, denn die Schale von Cornu aspersum ist rau, geradezu „runzlig“ und von einem charakteristischen Muster bedeckt, das der Gefleckten Weinbergschnecke ihren Namen gegeben hat. Das Muster aus dunkelbraunen Streifen und Karo-Mustern auf hellem, hornfarbenem bis bräunlichen Grund (ähnlich dem der einheimischen Gefleckten Schnirkelschnecke) verleiht der gesamten Schale ein eher dunkleres Aussehen.
Der Weichkörper selbst ist meist hellgrau bis schwarz gefärbt, wobei deutlich ein etwas dunklerer Aalstrich zu erkennen ist. Im Vergleich zu Helix pomatia ist die Furchung der Fußoberseite weit weniger tief und deutlich abgezeichnet.

## Nahrung und Lebensweise

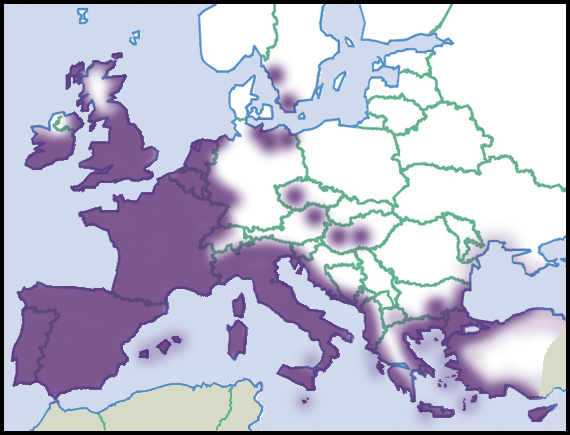
Verbreitung von Cornu aspersum in Europa 2012

In ihren Anforderungen an den Lebensraum sind die Gefleckten Weinbergschnecken relativ tolerant. Das zeigt sich nicht nur in ihrer weiten Ausbreitung, sondern vor allem in der Vielfalt der von ihnen besiedelten Lebensräume. Tatsächlich ist Cornu aspersum bis in Höhen von 1000 m über dem Meeresspiegel zu finden und besiedelt Heiden und Wiesen ebenso wie Wälder, Gärten, Parkanlagen, Dünen und felsige Gebiete.
Im Winter fallen sie in eine Kältestarre, in der die Bewegungen und Grundfunktionen auf ein Minimum reduziert werden. Hierbei deckelt die Gefleckte Weinbergschnecke im Gegensatz zur Helix pomatia ihre Gehäuseöffnung nicht mit einem Kalkdeckel ab, sondern schützt sich mit einer dünnen Membran aus eingetrocknetem Schleim vor der Kälte und Trockenheit. Aufgrund ihrer kleineren Schale und der fehlenden Notwendigkeit eines Überwinterungsdeckels (Epiphragma) sind sie weniger an kalkhaltigen Boden gebunden als Helix pomatia.
Temperaturen unter 5 °C sind für die Gefleckte Weinbergschnecke ungeeignet. Früher war die Gefleckte Weinbergschnecke nur im Mittelmeerraum zu finden, im Zuge der Klimaerwärmung findet man sie zunehmend in Mitteleuropa. Die Tiere sind überwiegend nachtaktiv.
Ausgewachsene Weinbergschnecken sind ausschließlich Pflanzenfresser, wobei sie meist welkes Pflanzenmaterial gegenüber frischen Pflanzen bevorzugen. Dieses raspeln sie mit einer Raspelzunge, der Radula, ab. Junge Gefleckte Weinbergschnecken können sich auch kannibalistisch von ihren Geschwistern ernähren.

## Fortpflanzung

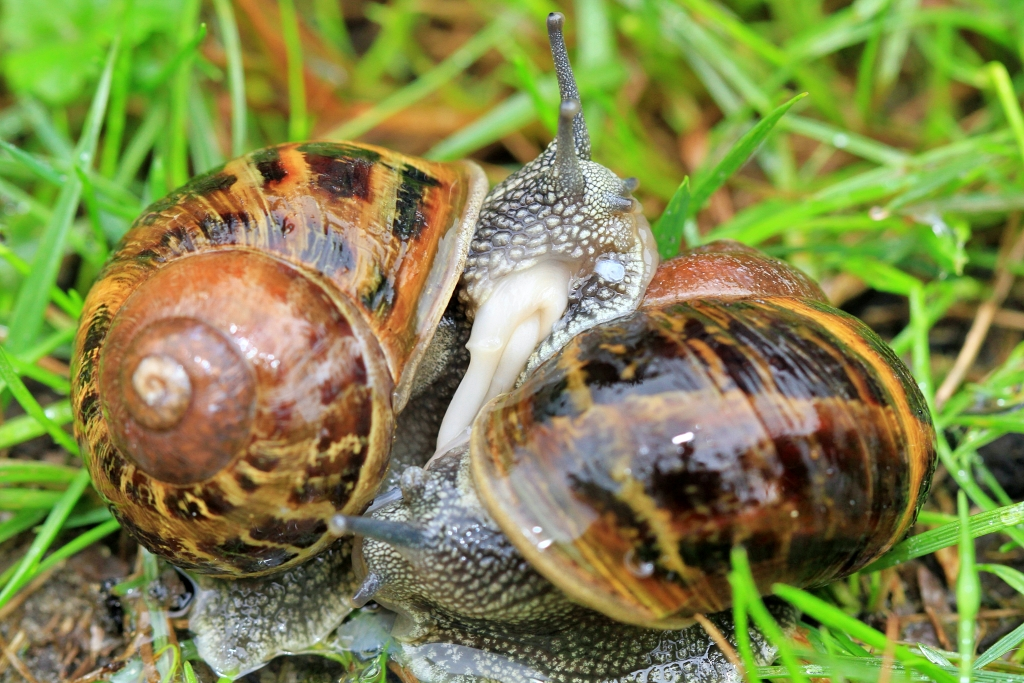
Gefleckte Weinbergschnecken bei der Fortpflanzung

Die Gefleckte Weinbergschnecke ist Zwitter (Hermaphrodit), das heißt jedes Individuum besitzt sowohl männliche als auch weibliche Geschlechtsorgane und kann somit beim Paarungsakt sowohl als Männchen als auch als Weibchen fungieren. Beim Liebesspiel pressen beide Partner die Fußsohlen aneinander – das kann sowohl in liegender Stellung (wie bei mitteleuropäischen Baum- und Gartenschnecken), als auch in erhobener Position (wie es bei Helix pomatia üblich ist) geschehen. Zur Anregung stoßen sich die Partner gegenseitig so genannte „Liebespfeile“ aus Kalk in den Fuß. Dabei wird dem Partner ein Hormonsekret injiziert. Der Penis einer Gefleckten Weinbergschnecke ist deutlich anders geformt als der einer gewöhnlichen Weinbergschnecke.
Cornu aspersum legt wie die Helix pomatia ihre Eier in selbstgegrabenen Erdhöhlen ab. Die Eier können im Herbst oder Frühjahr gelegt werden. Die herbstlichen Gelege enthalten meist mehr und kleinere Eier als die nach Überwinterung gelegten. Aus den Eiern schlüpfen nach wenigen Wochen vollständig entwickelte Jungschnecken samt Schale, die noch einige Zeit im Erdreich verharren, bis sie kräftig genug sind, an die Oberfläche zu stoßen (ca. 15–20 Tage).

## Systematik
Die Gefleckte Weinbergschnecke wurde 1774 von Otto Friedrich Müller als Helix aspersa beschrieben. Aufgrund von Unterschieden an der Schale und im Bau der Genitalien wurde die Art schon zu Beginn des zwanzigsten Jahrhunderts als von Helix verschieden erkannt. Allerdings erfolgte die Abtrennung nur auf Untergattungsniveau. Erst gegen Ende des zwanzigsten Jahrhunderts stellte man die Art vermehrt in eine eigenständige Gattung Cryptomphalus oder fasste sie mit der Grunzschnecke zur Gattung Cantareus zusammen. Die Bezeichnung Helix aspersa wird allerdings auch heute noch häufig verwendet, obwohl sich mittlerweile auch in molekulargenetischen Studien bestätigt hat, dass die Gefleckte Weinbergschnecke nur sehr entfernt mit den eigentlichen Weinbergschnecken verwandt ist.
Der Gattungsname Cornu wurde von Ignaz von Born 1778 eingeführt. Da dieser Name allerdings auf einer missgebildeten Schale basiert, wurde zumeist angenommen, dass er nicht verwendet werden kann. Deshalb wurde die Art hauptsächlich als Cryptomphalus aspersus bezeichnet. Die Internationale Kommission für Zoologische Nomenklatur urteilte 2015, dass der Name Cornu verfügbar ist. Der korrekte wissenschaftliche Name der Gefleckten Weinbergschnecke lautet deshalb Cornu aspersum.

## Cornu aspersumund Mensch
Cornu aspersum findet ihre Bedeutung für den Menschen (wie auch Helix pomatia) hauptsächlich in der Zucht zu Speisezwecken. Hierzu wird sie in Schneckenfarmen meist im französischen Burgund in Terrarien oder auch Außengehegen gezüchtet. In den französischen Schneckenzuchten stellt die Gefleckte Weinbergschnecke im Vergleich zur gewöhnlichen Weinbergschnecke sogar den weit größeren Teil an Zuchttieren dar. Hierzu wurden eigene Züchtungen entwickelt, die zum Teil doppelt so schwer werden wie die ursprünglichen Schnecken.
Darüber hinaus wird die Gefleckte Weinbergschnecke, ähnlich wie Afrikanische Riesenschnecken, immer beliebter als Heimtier (vor allem in England).
Daneben gelten Gefleckte Weinbergschnecken als Garten- und Agrarschädlinge.
Die Gefleckte Weinbergschnecke ist Zwischenwirt für den Katzen-Lungenwurm Aelurostrongylus abstrusus und ein Faktor für die zunehmende Verbreitung der Aelurostrongylose.

## Abbildungen

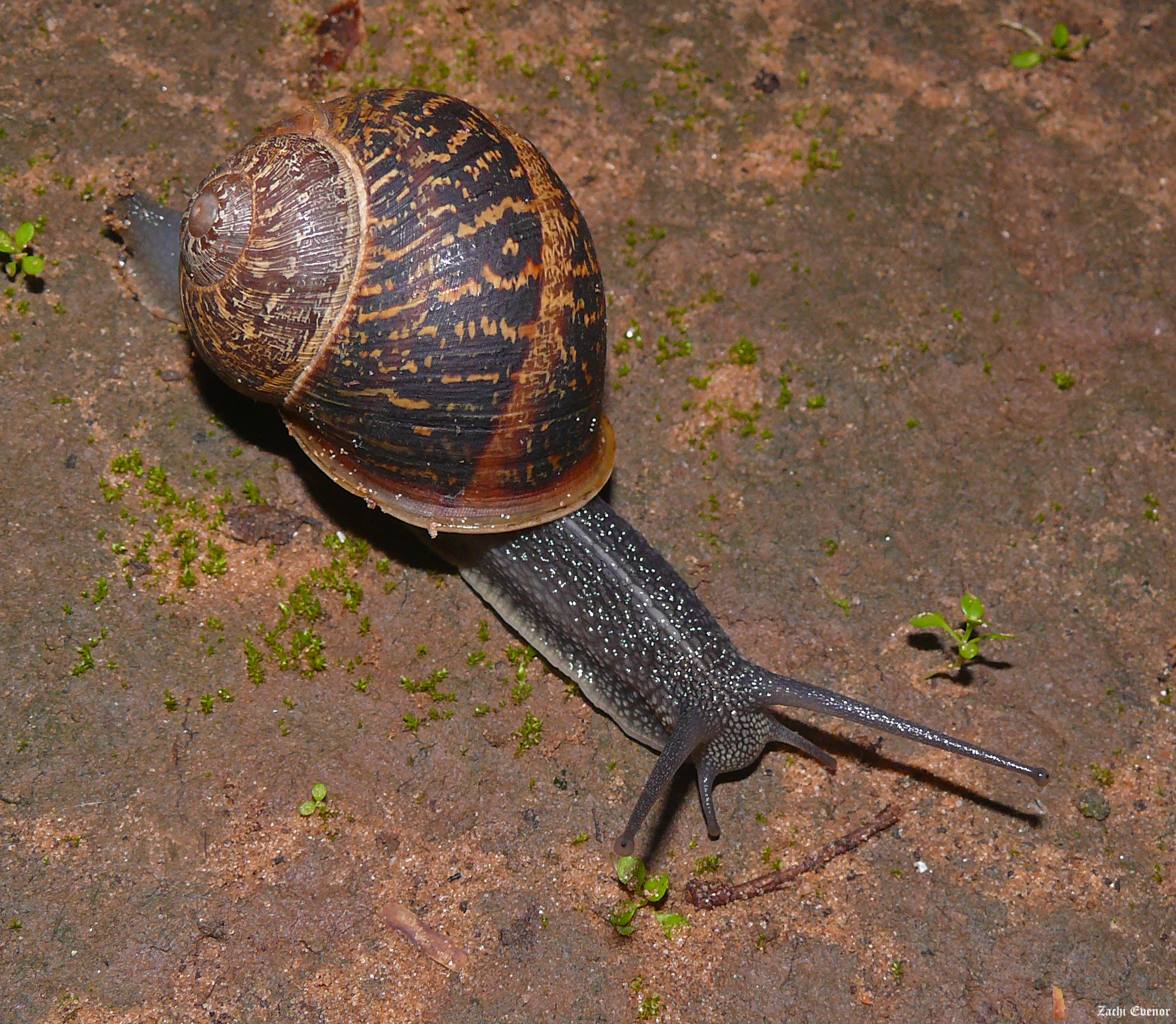
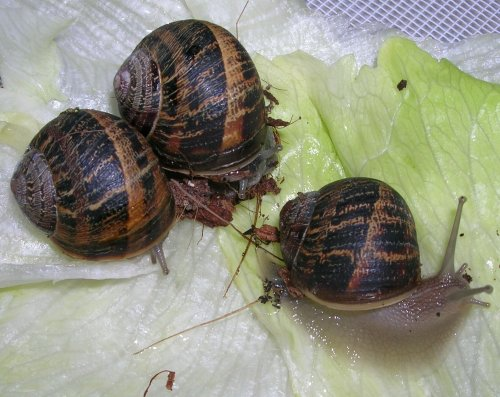
Junge Gefleckte Weinbergschnecken auf einem Salatblatt.
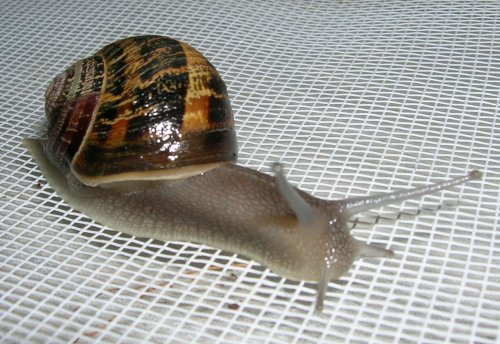
Gefleckte Weinbergschnecke von vorne.
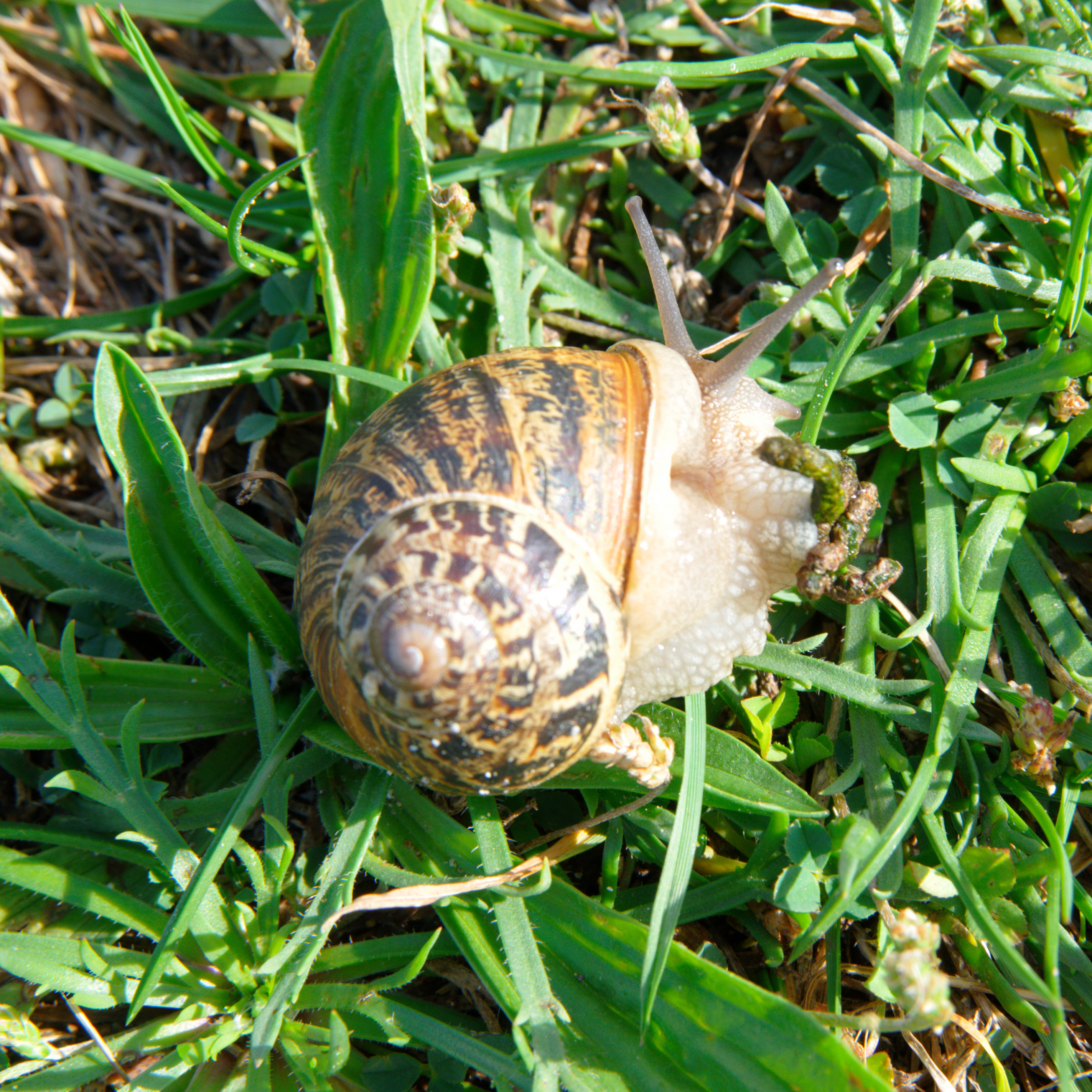
Gefleckte Weinbergschnecke beim Abkoten
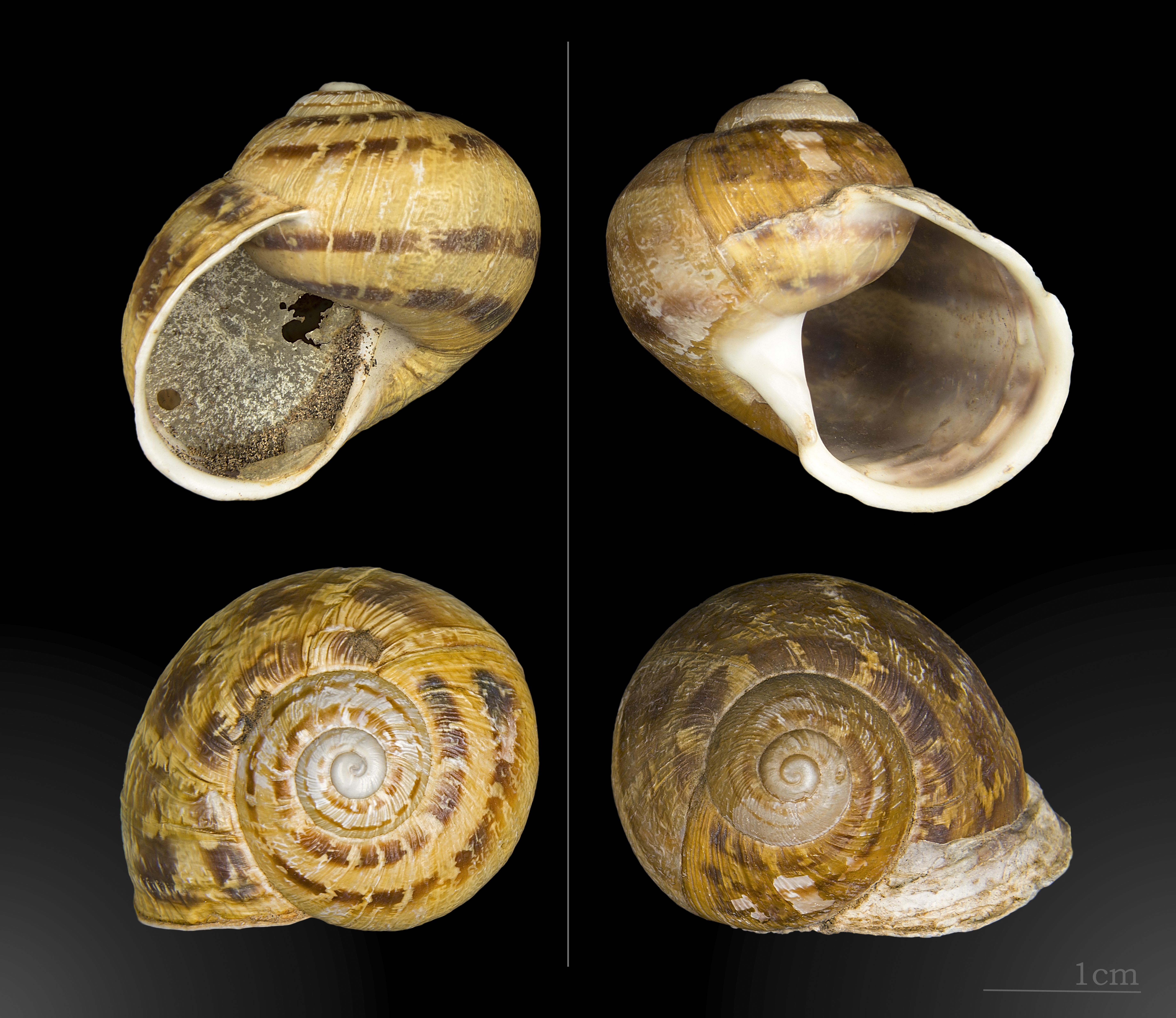
Seltene linksgewundene Form, sogenannter „Schneckenkönig“, und normale rechtsgewundene Form; Häufigkeit links- zu rechtsgewunden: 1:40 000.
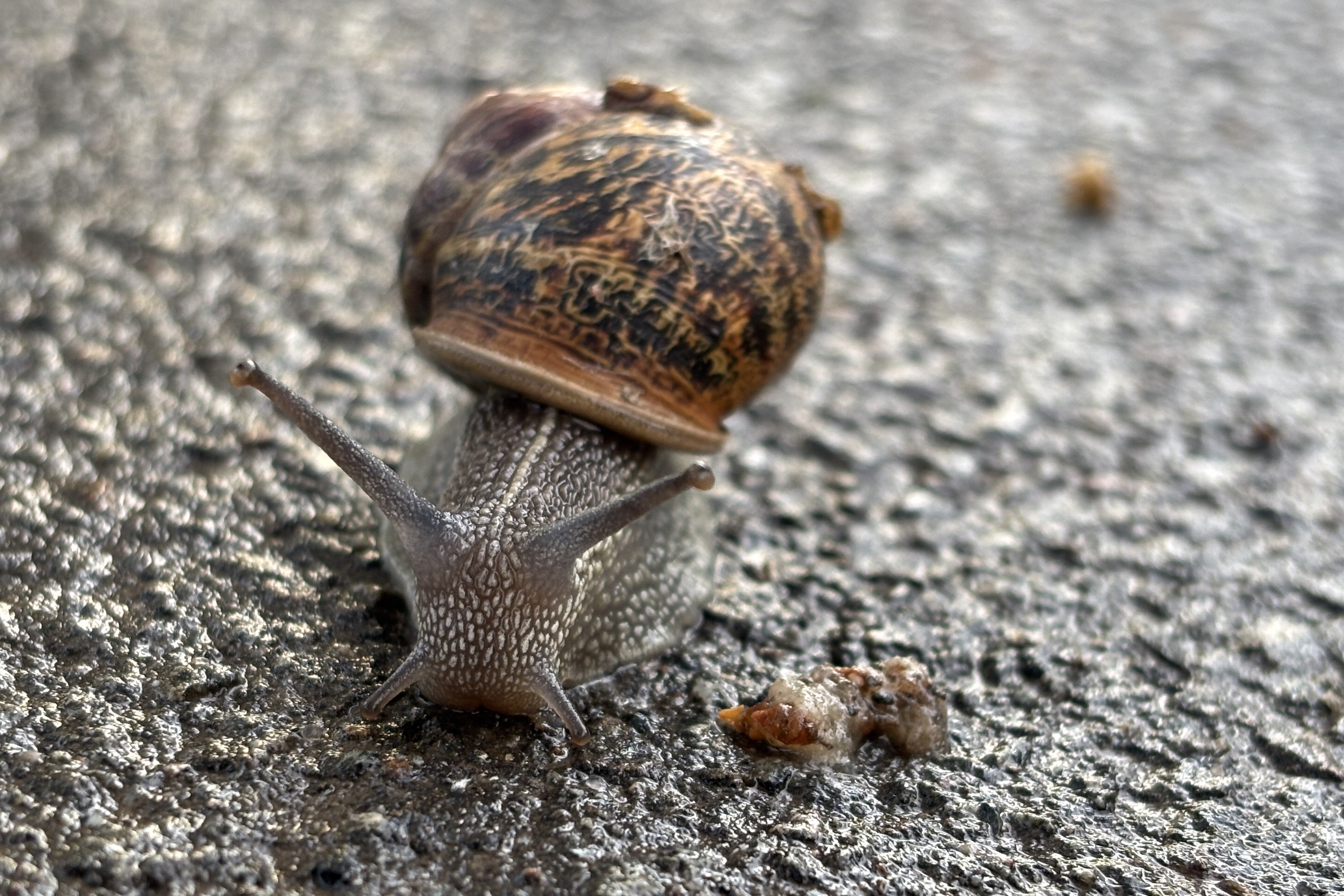
Gefleckte Weinbergschnecke bei Sarstedt, Niedersachsen; am Nachmittag eines regnerischen Tages auf einem befestigten Wirtschaftsweg.